# Biseksualnost
Biseksualnost je spolna, romantična ali čustvena privlačnost do več kot enega spola. Lahko jo opredelimo tudi kot spolno privlačnost do ljudi katerega koli spola ali spolne identitete, kar je znano tudi kot panseksualnost. Biseksualnost je obstajala v različnih kulturah v človeški zgodovini in se pojavlja pri številnih živalskih vrstah, vendar pa termin biseksualnost, tako kot heteroseksualnost in homoseksualnost, obstaja šele od 19. stoletja.

## Opis
Biseksualna aktivistka Robyn Ochs definira biseksualnost kot "potencial za ljubezensko ali spolno privlačnost do ljudi več kot enega različnega spola, ne nujno v istem obdobju, na enak način ali do enake mere." Biseksualnost ne utrjuje binarnosti spolov.

## Pogostnost
Delež biseksualcev določene populacije je težko oceniti, ker posamezniki pogosto zamolčijo nagnjenja (tudi) do istega spola ali pa se jih sploh ne zavedajo. Različne raziskave zato podajajo zelo različne podatke. Zgornjo mejo je navedel Kinsey v svojem poročilu iz leta 1948, kjer je zapisal, da je 90-94 % populacije biseksualne vsaj do določene mere. Novejše raziskave v sodobnih družbah navajajo, da se kot ne izključno hetero ali homoseksualne identificira skoraj polovica mladih oseb med 18 in 24 let.

## Biseksualnost v zgodovini
V zgodovini je bila zlasti moška biseksualnost v mnogih kulturah splošno sprejeta ali celo pričakovana. Šlo je predvsem za veze med starejšim in mlajšim moškim, na primer pederastija v antični Grčiji  ali shudo na Japonskem. Nasploh bi homoseksualno vedenje moških v starih kulturah danes povečini označili kot biseksualno. 
Definicije homoseksualnosti, heteroseksualnosti in biseksualnosti so novodobni sociološki konstrukti in niso vedno primerni za razumevanje zgodovinskih oblik spolnega vedenja. 